# 460 a.C.
Il 460 a.C. (CDLX a.C. in numeri romani) è un anno  del V secolo a.C.

## Eventi
- Ducezio viene eletto re dei Siculi
- Ad Atene comincia il governo di Pericle
- Fallimentare spedizione in Egitto da parte di Atene
- Probabilmente, fine della terza guerra messenica.
- Roma: 
  - consoli Publio Valerio Publicola, poi alla sua morte Cincinnato,  e Gaio Claudio Crasso Inregillense Sabino
  - Il Campidoglio viene occupato da Appio Erdonio e dai suoi seguaci, e viene riconquistato dopo una violenta battaglia, durante la quale muore il console Publio Valerio Publicola

## Nati
- Crizia, politico, scrittore e filosofo greco antico († 403 a.C.)
- Leucippo, filosofo greco antico

## Morti
- Achemene, satrapo persiano
- Publio Valerio Publicola, politico e militare romano